# قلس

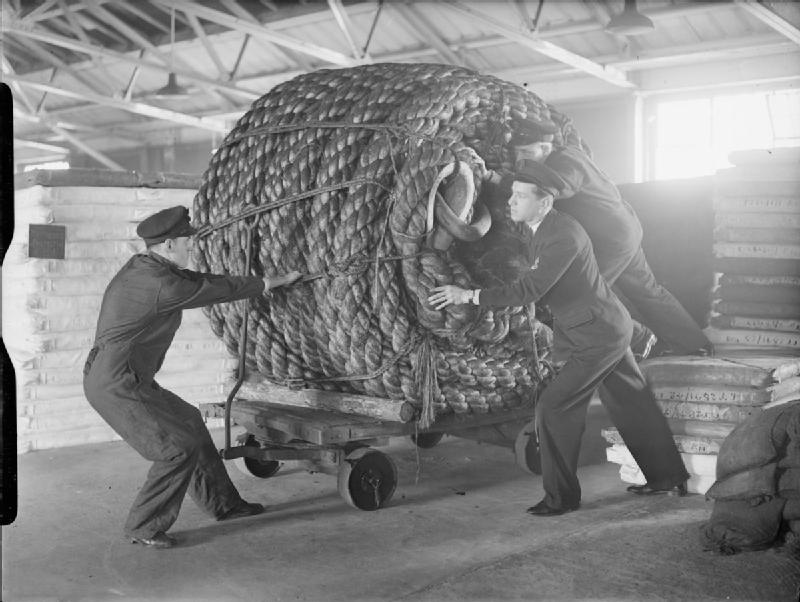
قلس

القَلْس أو الهَوسَر مصطلح بحري للكَبل السميك أو الحبل المستخدم في إرساء أو جر سفينة.